# Chaetocnema castillana
Chaetocnema castillana is een keversoort uit de familie bladkevers (Chrysomelidae). De wetenschappelijke naam van de soort werd in 2005 gepubliceerd door Frederico Guillermo Carlos Bergeal & Doguet.